# Belgrandiella ganslmayri
Belgrandiella ganslmayri s a loài của ốc nước ngọt cỡ nhỏ có mang và nắp, là động vật thân mềm chân bụng sống dưới nước thuộc họ Hydrobiidae. Đây là loài đặc hữu của Áo.